# Janina Ipohorska
Janina Ipohorska (15 d'agost de 1914, Lviv - 20 de setembre de 1981, Cracòvia, pseudònims: Jan Kamyczek, Alojzy Kaczanowski, Bracia Rojek)- fou una pintora polonesa, periodista, escriptora i traductora; fou autora d'un gran nombre de famosos aforismes.

## Biografia
Va estudiar a la Universitat de Lviv. També va estudiar pintura amb Felicjan Kowarski a l'Acadèmia de Belles Arts de Varsòvia. Més tard va impartir classes sobre disseny de vestuari a l'Acadèmia durant tres anys.
Ipohorsksa va ser cofundadora de la revista setmanal Przekrój i va escriure la columna d'opinió "Demokratyczny savoir-vivre". Va publicar un llibre basat en la seva columna Grzecznosc na co dzien ("Cortesia quotidiana") el 1956.
També va dissenyar conjunts i vestits per al teatre i va traduir la literatura francesa al polonès.
Va ser guionista de Kapitan Sowa na tropie, la primera sèrie de televisió de gènere policíac polonesa.
Ipohorska va morir a Rabka a l'edat de 67 anys.

## Creativitat
- Jan Kamyczek: Grzeczność na co dzień,, „Iskry” (edicions: 1955, 1956, 1959, 1969, 1972, 1974, 1978)
- Jan Kamyczek: Savoir-vivre dla nastolatków, „Horyzonty”, 1974
- Alojzy Kaczanowski Rozkoszne przedpołudnie, „Iskry”, 1961

## Exemples d'aforismes[3]
- Są ludzie, którzy noszą kapelusz po to, by się mieć czym kłaniać. Nie wiadomo jednak po co oni noszą spodnie / Hi ha persones que porten un barret perquè puguin inclinar-se. No se sap, però, per què porten pantalons.
- Inteligencja – to, czego mężczyzna szuka w kobiecie, obejrzawszy uprzednio wszystko inne / Intel·ligència: el que busca un home en una dona, havent-ho vist tot abans.
- Możliwe, że praca nie jest rzeczą przyjemną, ale rano trzeba przecież gdzieś pójść / És possible que el treball no sigui gens agradable, però cal anar a algun lloc al matí.
- Uczmy się na błędach. Są narody, które uczą się na osiągnięciach / Aprenem dels errors. Hi ha nacions que aprenen dels èxits.
- Geniusz, a nawet talent polega nie na tym, że się wie więcej, lecz że się wie wcześniej / El geni, i fins i tot el talent, no rau en el fet de saber més, sinó de conèixer abans.
- To, co jest łatwe, zawsze ktoś zrobi / El que és fàcil sempre ho fa algú.
- Kwaśność jest wdziękiem cytryny / L'acidesa és l'encant d'una llimona.
- Życie jest jak tramwaj – nie ma rozmów z motorniczym / La vida és com un tramvia: no hi ha converses amb el conductor.